# Arthroleptides martiensseni
Arthroleptides martiensseni (лат.) — вид бесхвостых земноводных семейства Petropedetidae. Обитает только на горном массиве восточного и западного Усамбара (включая хребет Магротто) в восточной Танзании на высоте 200—1000 метров.
Эти лягушки обитают в основном в скалистых ручьях в горных лесах. Икру откладывают на скалы вблизи бурных ручьёв и водопадов. Головастики остаются на них, где и развиваются, не выплывая в воду. A. martiensseni угрожает потеря среды обитания, вид находится под угрозой исчезновения.